# Ronde van Duitsland 1955
De Deutschland Rundfahrt 1955 was de 15e editie van de Ronde van Duitsland. Titelverdediger was de Belg Isidoor De Ryck. Deze editie werd gewonnen door Rudi Theissen. De Duitser pakte in de eerste etappe de leiding en gaf deze niet meer uit handen. Het betekende de eerste Duitse zege sinds de editie van 1949. De nummers twee en drie, respectievelijk Franz Reitz en Hennes Junkermann waren eveneens Duits. Het bergklassement ging naar Hans Preiskeit. Nieuw dit jaar was het sprintklassement. Dit werd gewonnen door eindwinnaar Theissen.

## Parcours en deelnemers
De koers werd gehouden van 5 tot 12 juni 1955 en zou 8 ritten kennen. De start was in Kassel en de finish in Frankfurt Am Main. De totale afstand was 1.574 kilometer. In tegenstelling tot eerdere edities was de leiderstrui groen. Aan de start stonden 35 coureurs, die allen de Duitse nationaliteit hadden. Uiteindelijk wisten 21 de finish te halen. De winnaar fietsen uiteindelijk 34,982 km/h.

## Etappeschema
| Etappe    | Datum   | Start – Finish                  | Sponsor van de Etappe | km  | Etappewinnaar   | Klassementsleider |
| --------- | ------- | ------------------------------- | --------------------- | --- | --------------- | ----------------- |
| 1. Etappe | 5 juni  | Kassel – Hannover               | Continental           | 228 | Rudi Theissen   | Rudi Theissen     |
| 2. Etappe | 6 juni  | Hannover – Brackwede            | Rabeneick             | 187 | Franz Reitz     | Rudi Theissen     |
| 3. Etappe | 7 juni  | Brackwede – Köln                | Bauer                 | 220 | Herbert Ebbers  | Rudi Theissen     |
| 4. Etappe | 8 juni  | Köln – Wiesbaden                | Union Fröndenberg     | 170 | Valentin Petry  | Rudi Theissen     |
| 5. Etappe | 9 juni  | Wiesbaden – Neckarsulm          | NSU                   | 185 | Heinz Müller    | Rudi Theissen     |
| 6. Etappe | 10 juni | Neckarsulm – Nürnberg           | Bosch                 | 228 | Günther Pankoke | Rudi Theissen     |
| 7. Etappe | 11 juni | Nürnberg – Schweinfurt          | Express               | 176 | Heinz Müller    | Rudi Theissen     |
| 8. Etappe | 12 juni | Schweinfurt – Frankfurt am Main | Bismarck              | 180 | Hans Preiskeit  | Rudi Theissen     |

## Eindklassement
|   | Renner            | Tijd        |
| - | ----------------- | ----------- |
| 1 | Rudi Theissen     | 45h 06' 37" |
| 2 | Franz Reitz       | + 4' 50"    |
| 3 | Hennes Junkermann | + 5' 37"    |

## Bergklassement
|   | Renner         | Punten    |
| - | -------------- | --------- |
| 1 | Hans Preiskeit | 16 punten |

## Sprintklassement
|   | Renner        | Punten    |
| - | ------------- | --------- |
| 1 | Rudi Theissen | 25 punten |